# Teretrius obliquulus
Teretrius obliquulus är en skalbaggsart som beskrevs av J. L. Leconte 1857. Teretrius obliquulus ingår i släktet Teretrius och familjen stumpbaggar. Inga underarter finns listade i Catalogue of Life.